# Tom Fenchel
Tom Fenchel, né le 19 mars 1940 à Copenhague, est un biologiste danois spécialisé dans l'étude de la biologie marine et enseignant-chercheur dans les universités du Danemark.

## Biographie
Tom Fenchel est diplômé d'un doctorat de Philosophiæ doctor en 1964 et d'un doctorat en sciences en 1969, tous les deux obtenus à l'université de Copenhague. Il enseigna d'abord à l'université d'Aarhus avant d'être nommé à l'université de Copenhague. Il a publié plusieurs ouvrages scientifiques et de nombreux articles dans des revues spécialisées.
Tom Fenchel est membre de plusieurs sociétés savantes, notamment l'Académie royale danoise des sciences et des lettres dont il fut président de 2004 à 2008 ; membre de l'Académie norvégienne des sciences et des lettres ; membre de l'Académie nationale des sciences des États-Unis et membre étranger de la Royal Society.
Tom Fenchel a laissé son nom "Fenchel" pour désigner la description taxonomique des variétés végétales.